# مدافن الجبل الأحمر (السعودية)
مدافن الجبل الأحمر هي مجموعة من المقابر الأثرية النبطية المحفورة داخل الكتل الصخرية للجبل الأحمر في محافظة العلا غرب المملكة العربية السعودية. ينقسم الجبل إلى كتلتين صخريتين تضم داخلها 19 مدفنا.

## الوصف
تقع مدافن الجبل الأحمر تحديدا في الجهة الجنوبية من مدافن قصر البنت، وفي الجهة الشمالية الغربية من قصر الصانع، وهو عبارة عن كتلتين صخريتين تكشف عن أسرار طقوس الدفن النبطي، حيث تضم الكتلة الأولى 18 مدفنا بينما تضم الآخرى مدفنا وحيدا. سميت بالجبل الأحمر نسبة إلى لون صخورها الذي يميل إلى الحمرة.